# Simple API for XML
Simple API for XML(보통 SAX라고 한다)는 XML문서를 애플리케이션에서 사용하기 위한 API이다.
SAX는 XML 파일을 해석하기 위해 DOM 대신 사용된다. 이름을 보면 알 수 있다시피 SAX는 DOM에 비해 단순한 인터페이스를 갖고 있으며, 처리해야할 파일이 많거나 큰 경우에 적합하다. 그러나, 데이터 내용을 조작할 수 있는 기능은 상대적으로 적다고 볼 수 있다.
SAX는 이벤트 중심의 인터페이스이다. 프로그래머가 일어날 수 있는 이벤트를 설정해 놓으면, SAX는 그 이벤트가 일어났을 때 제어권을 가지고 상황을 처리한다. SAX는 직접 XML 파서와 함께 일한다. 그러므로 배포되는 XML 파서와 함께 배포되는데 예를 들어서 Apache의 Xerces도 SAX 클래스를 포함하고 있다.

## 예
```
 
<?xml version="1.0" encoding="UTF-8"?>

 
<DocumentElement
 
param=
"value"
>

     
<FirstElement>

         
&#xb6;
 
Some
 
Text

     
</FirstElement>

     
<?some_pi some_attr="some_value"?>

     
<SecondElement
 
param2=
"something"
>

         
Pre-Text
 
<Inline>
Inlined
 
text
</Inline>
 
Post-text.

     
</SecondElement>

</DocumentElement>

```

## 같이 보기
- XML 처리 API: DOM, JDOM